# Travanca (Vinhais)
Travanca is een voormalige plaats in de Portugese gemeente Vinhais.
Sinds 24 september 2014 maakt Travanca als gevolg van een bestuurlijke herindeling onderdeel uit van de freguesia União de Freguesias de Travanca e Santa Cruz. 
Travanca ligt in het beschermde natuurpark Montesinho